# Hop-Frog
"Hop-Frog" (originalmente "Hop-Frog ou, os Oito Orangotangos Acorrentados") é um conto do escritor norte-americano Edgar Allan Poe, publicado pela primeira vez em 1849. O personagem-título, uma pessoa com nanismo tirada de sua terra natal, torna-se o bobo de um rei particularmente apaixonado por brincadeiras. Vingando-se do rei e de seus conselheiros pela agressão a sua amiga e companheira Trippetta, ele veste o rei e seu gabinete como orangotangos para um baile de máscaras. Na frente dos convidados da corte, Hop-Frog os mata ao colocar fogo em suas fantasias antes de fugir com Trippetta.
A análise crítica sugeriu que Poe escreveu a história como uma forma de vendeta literária contra uma mulher chamada Elizabeth F. Ellet e seu círculo.

## Resumo do enredo

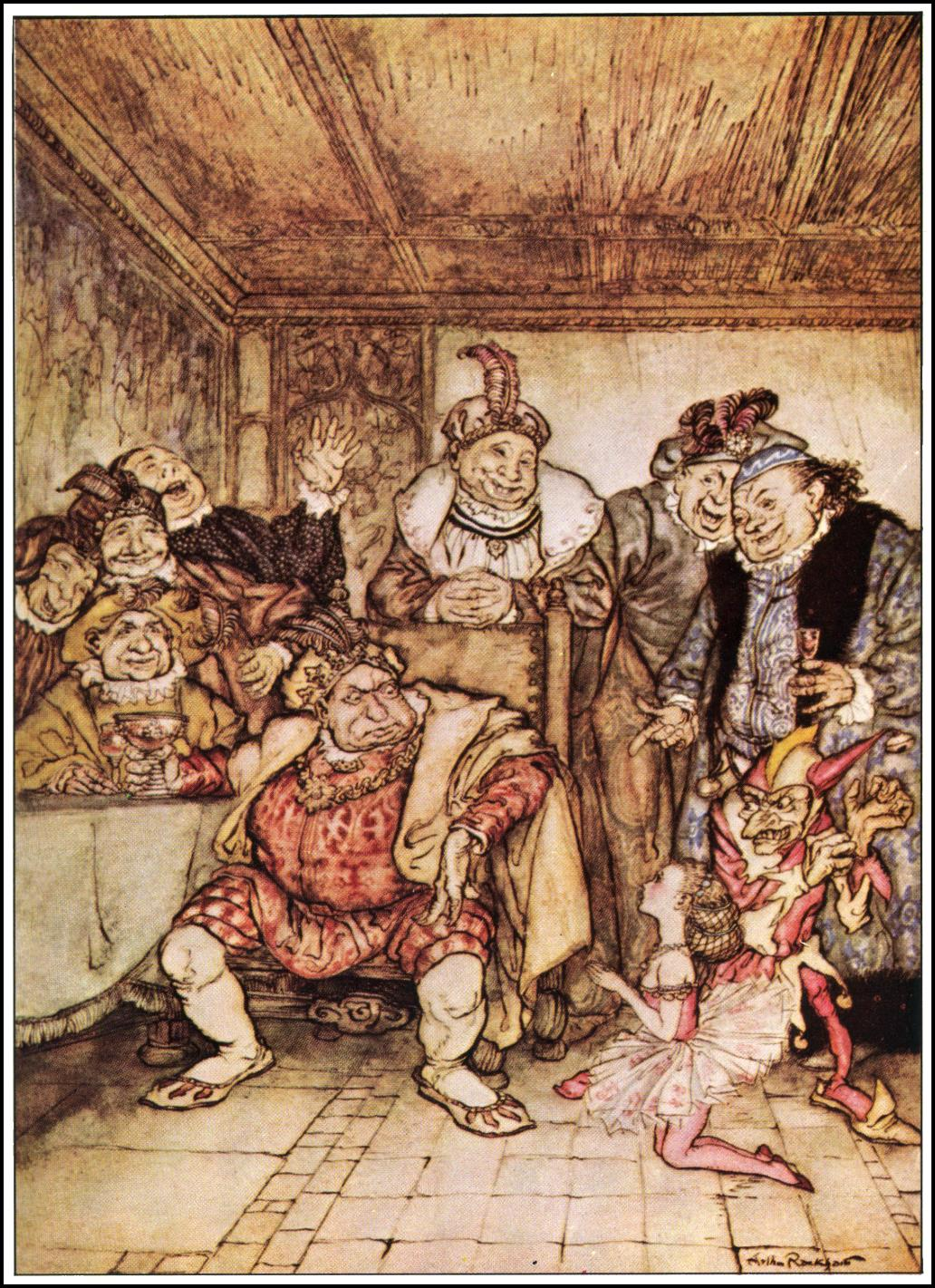
Hop-Frog, Trippetta, o rei e seus conselheiros, ilustração de Arthur Rackham de 1935

O bobo da corte Hop-Frog, "sendo também um anão e um aleijado", é um "bobo" muito maltratado pelo rei sem nome. Este rei tem um senso de humor insaciável: "ele parecia viver apenas para brincadeira". Ambos Hop-Frog e sua melhor amiga, a dançarina Trippetta (também pequena, mas bonita e bem proporcionada), foram tirados de sua terra natal e trabalham essencialmente como escravos. Por causa de sua deformidade física, que o impede de andar ereto, o rei o chama de "Hop-Frog".
O protagonista reage severamente ao álcool, e embora o rei saiba disso, ele força seu servo a consumir vários cálices cheios. Trippetta implora ao governante que pare, mas em vez disso o rei, na frente de sete membros de seu conselho de ministros, a ataca e joga outra taça de vinho em seu rosto, o que faz Hop-Frog ranger os dentes. Os homens poderosos riem à custa de seus dois servos e pedem conselhos a Hop-Frog (que de repente se torna sóbrio e alegre) sobre um próximo baile de máscaras. Ele sugere alguns trajes muito realistas para os homens: trajes de orangotangos encadeados. Os homens adoram a ideia de assustar seus convidados e concordam em usar camisas e calças apertadas, saturadas com alcatrão e cobertas com linho. Em traje completo, os homens são então acorrentados e levados para o grande salão de mascarados logo após a meia-noite.
Como previsto, os convidados estão chocados e muitos acreditam que os homens são verdadeiras "bestas de algum tipo de realidade, se não precisamente orangotangos". Muitos correm para as portas para escapar, mas o rei insistiu que as portas fossem trancadas; as chaves são deixadas com Hop-Frog. Em meio ao caos ele prende uma corrente no teto até a corrente ligada aos homens fantasiados. A corrente então puxa-os pela polia (presumivelmente por Trippetta, que assim tinha organizado o quarto) muito acima da multidão. Hop-Frog coloca num espetáculo para que os convidados presumam "o assunto como uma gentileza bem planejada". Ele afirma que pode identificar os culpados, olhando-os de perto. Ele sobe ao nível deles, cerra os dentes novamente e segura uma tocha perto dos rostos dos homens. Eles rapidamente pegam fogo: "Em menos de meio minuto, os oito orangotangos ardiam ferozmente, em meio aos gritos da multidão que os observava de baixo, aterrorizados e sem o poder de prestar-lhes a menor assistência". Finalmente, antes de escapar por uma luz do céu com Trippetta para o seu país de origem, Hop-Frog identifica os homens em traje:

Agora vejo distintamente... que tipo de pessoas esses mascarados são. São um grande rei e seus sete conselheiros privados — um rei que não tem escrúpulos em atacar uma garota indefesa, e seus sete conselheiros que o apoiam no ultraje. Quanto a mim, sou simplesmente Hop-Frog, o bobo da corte — e esta é minha última brincadeira.

## Análise

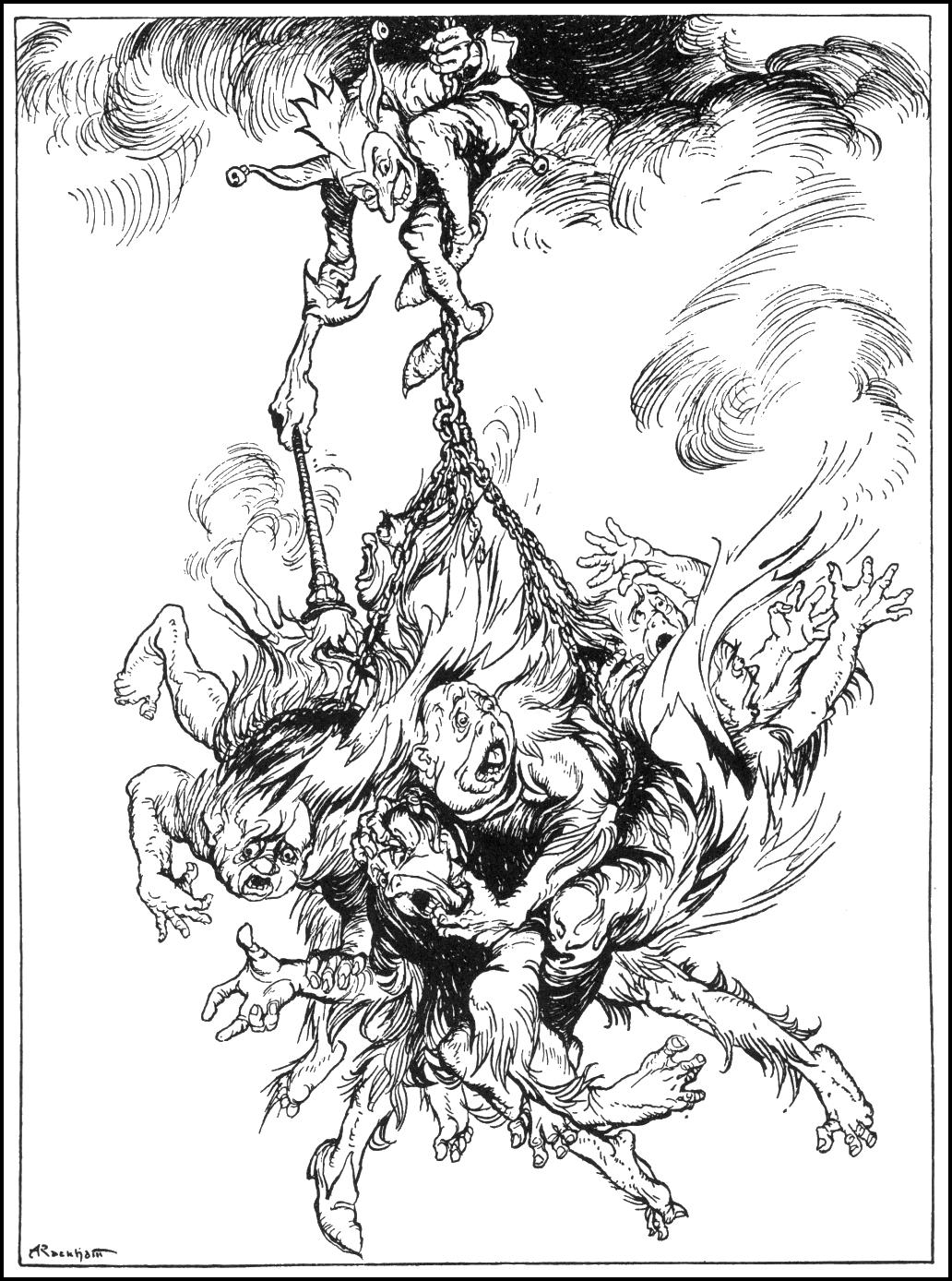
Hop Frog se vinga do rei e seu conselho, ilustração de Arthur Rackham (1935)

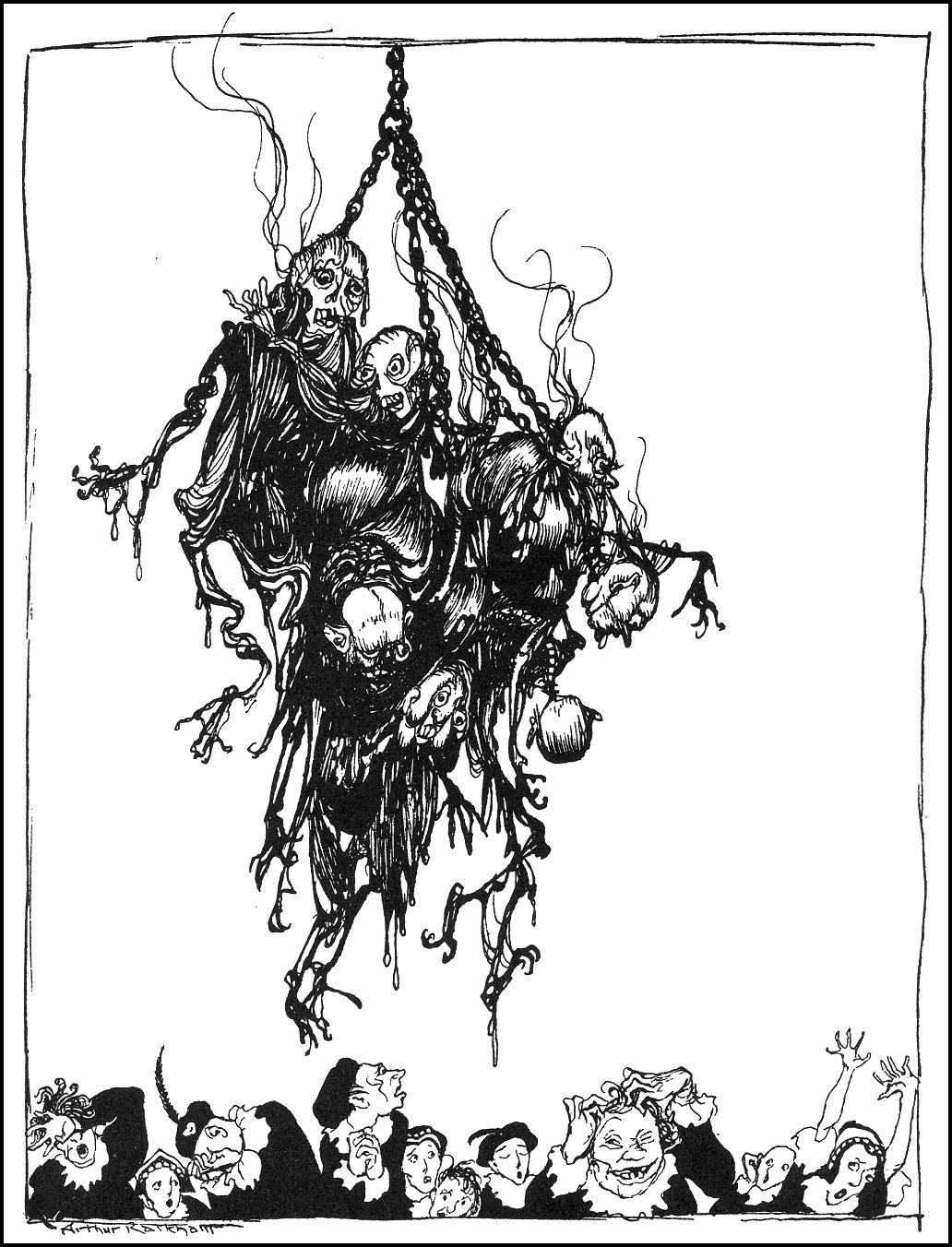
A última brincadeira de Hop Frog, ilustração de Arthur Rackham (1935)

O conto, como "O Barril de Amontillado", é uma das histórias de vingança de Poe, na qual um assassino aparentemente escapa sem punição. Em "O Barril de Amontillado", a vítima veste motely, uma roupa colorida usada por bufões; em "Hop-Frog", o assassino também traja esta veste. Contudo, enquanto "O Barril de Amontillado" é narrado do ponto de vista do assassino, o narrador de "Hop-Frog" não é identificado e a história é narrada em terceira pessoa.
O ranger de dentes de Hop-Frog, logo depois que ele presencia o rei jogar vinho no rosto de Trippetta, e, novamente, logo antes de ele atear fogo aos oito homens, pode muito bem ser simbólico. Com frequênca, Poe usou dentes como um sinal de mortalidade, como os lábios se contorcendo sobre os dentes do homem hipnotizado em "The Facts in the Case of M. Valdemar" ou a obsessão com dentes em "Berenice".
"O Barril de Amontillado" representa uma tentativa, da parte de Poe, de vingança literária contra um inimigo pessoal e "Hop-Frog" pode ter tido uma motivação similar. À medida que Poe buscava relacionar-se com Sarah Helen Whitman e Nancy Richmond (não se sabe se romântica ou platonicamente), membros de círculos literários na cidade de Nova Iorque espalharam boatos e suscitaram escândalos sobre supostas indecências. No centro destes boatos, estava uma mulher chamada Elizabeth F. Ellet, cuja afeição Poe havia desprezado anteriormente. Ellet pode estar representada pelo próprio rei, com seus sete conselheiros representando Margaret Fuller, Hiram Fuller (sem laço familiar), Thomas Dunn English, Anne Lynch Botta, Anna Blackwell, Ermina Jane Locke e o marido desta.
A história pode ser vista como autobiográfica sob outros aspectos. O bufão Hop-Frog, como Poe, é "sequestrado de casa e apresentado ao rei" (John Allan, seu padrasto abastado), "carregando um nome não lhe dado no batismo, mas 'outorgado a ele' e é suscetível ao vinho [...] quando insultado e, forçado a beber, se torna insano de raiva." Assim como Hop-Frog, Poe se incomodava com aqueles que lhe instigavam a beber, embora ficasse bêbado com uma única taça de vinho.
Poe talvez tenha se baseado no Baile dos Ardentes na corte de Carlos VI de França em janeiro de 1393. Por sugestão de um nobre normando, o rei e outros cinco homens vestiram-se como selvagens dos bosques, trajando fantasias altamente inflamáveis feitas de piche e linho. Quatro dos homens morreram no incêndio e apenas Carlos e o quinto homem foram salvos. Citando Barbara Tuchman como fonte, Jack Morgan, da Universidade de Missouri–Rolla, autor do livro The Biology of Horror, discute o incidente como uma possível inspiração para "Hop-Frog".
O rei e seus sete conselheiros aparecem no baile de máscaras à meia-noite, a mesma hora que a Morte Rubra aparece no baile de máscaras em "A Máscara da Morte Rubra", o narrador de "The Tell-Tale Heart" entra no quatro do velho toda noite por uma semana, e o corvo bate na porta do narrador no poema "O Corvo".

## História da publicação
A história apareceu pela primeira vez na edição de 17 de março de 1849 do jornal bostoniano The Flag of Our Union. Originalmente, trazia o título completo de "Hop Frog; Or, The Eight Chained Ourangoutangs". Numa carta a sua amiga Nancy Richmond, Poe escreveu: "As 5 páginas em prosa que escrevi ontem chamam-se — que acha você? —, tenho certeza de que nunca vai adivinhar: Hop-Frog! Imagine o seu Eddy escrevendo uma história com um nome como 'Hop-Frog'!"
Poe explicou que, embora The Flag of Our Union não fosse um jornal respeitável "de um ponto de vista literário", ele pagava bem.

## Adaptações
- O diretor francês Henri Desfontaines fez a primeira adaptação cinematográfica de "Hop-Frog" em 1910.
- James Ensor fez uma pintura de 1896 na coleção do Museu Kröller-Müller e uma gravura de impressão de 1898, intitulada Hop-Frog's Revenge, baseada na história.
- Uma sinfonia de Eugene Cools foi inspirada e batizada com o nome de Hop-Frog em 1926.
- Um enredo semelhante ao conto é usado como uma conspiração em The Masque of the Red Death (1964), de Roger Corman, estrelado por Vincent Price como "Prince Prospero". Hop-Frog (chamado Hop-Toad no filme) é interpretado pelo ator Skip Martin, que era uma "pessoa pequena", mas sua parceira de dança Esmeralda (análogo à Trippetta do conto) é interpretada por uma criança com a voz regravada de mulher mais velha.
- Elementos do conto são sugeridos no clímax da adaptação da Universal/Hammer de O Fantasma da Ópera de 1962 (dirigida por Terence Fisher), sendo particularmente notável a ideia de um anão utilizando um candelabro como arma de assassinato.
- Em 1992, Julie Taymor dirigiu um curta-metragem intitulado Fool's Fire, adaptado de "Hop-Frog". Michael J. Anderson, de Twin Peaks, estrelou como "Hop-Frog" e Mireille Mosse como "Trippetta", com Tom Hewitt como "O Rei". O filme foi ao ar no American Playhouse da PBS e mostra todos os personagens "normais" vestindo máscaras e fantasias (desenhadas por Taymor) com apenas Hop-Frog e Trippetta como realmente são.
- Uma produção em rádio-drama do conto foi transmitida em 1998 na série Radio Tales na National Public Radio (NPR). A história foi realizada por Winifred Phillips e incluiu músicas compostas por ela.
- A história é apresentada como parte do álbum duplo de Lou Reed The Raven, de 2003. Uma das faixas é uma canção chamada "Hop-Frog", cantada por David Bowie.
- A peça Hop-Frog (2003), de Lance Tait, é baseada nessa história. Laura Grace Pattillo escreveu na The Edgar Allan Poe Review (2006): "uma peça visualmente impressionante de narrativa teatral, é a adaptação de Tait de 'Hop-Frog'. Nesta peça, o dispositivo do Coro funciona excepcionalmente bem, como um ator e atriz ajudam a narrar a história e falam por todos os personagens de apoio, que são representados por objetos como um longo pedaço de madeira e uma coleção de velas."[8]